# IC 5244
IC 5244 ist eine Spiralgalaxie vom Hubble-Typ Sb im Sternbild Tukan am Südsternhimmel. Sie ist schätzungsweise 151 Millionen Lichtjahre von der Milchstraße entfernt.
Das Objekt wurde im Jahre 1899 von DeLisle Stewart entdeckt.